# Casa del Forno

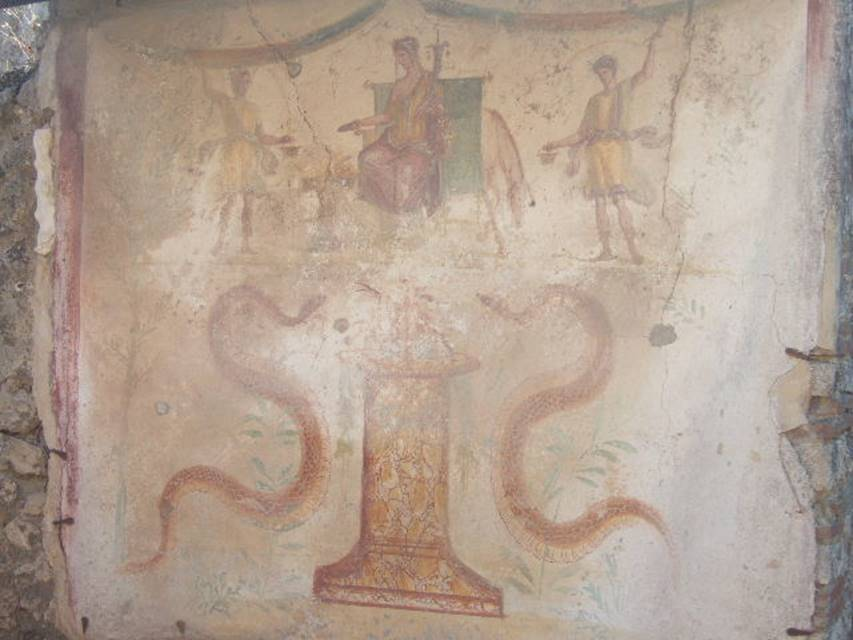
Malereien im Lararium

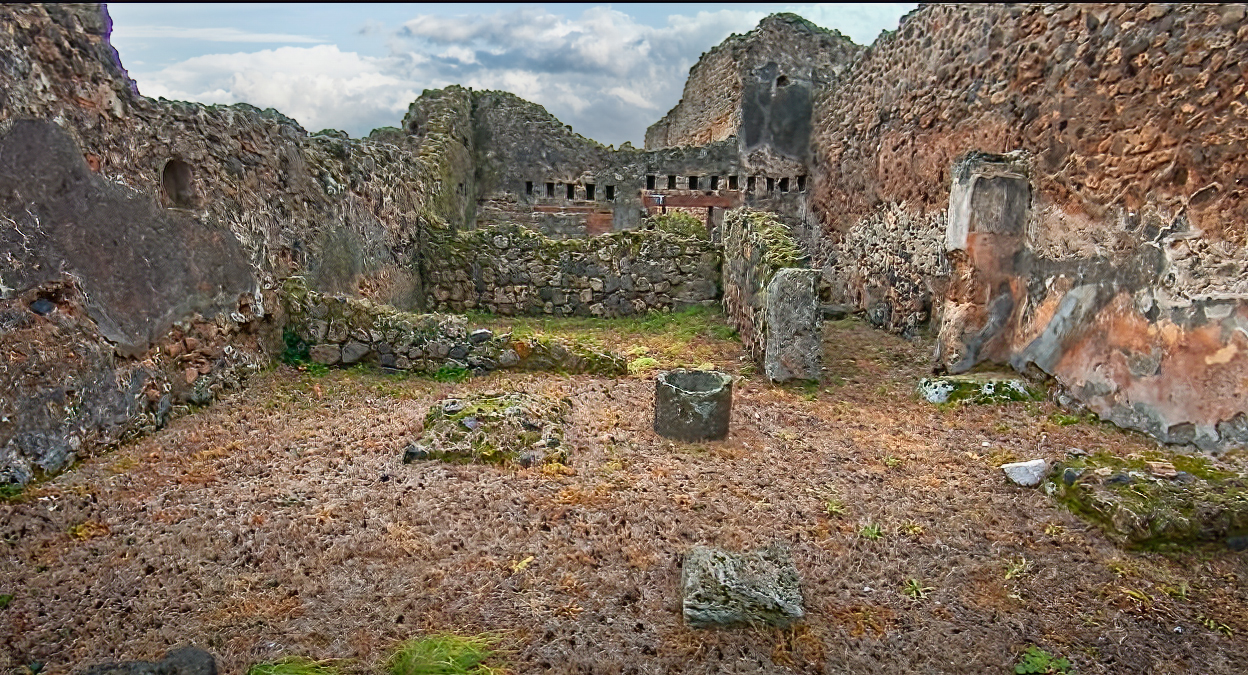
Blick in die Ruinen des Hauses

Die Casa del Forno (Haus mit dem Ofen) ist ein kleines Haus in Pompeji (VII.12.11), das ab Dezember 1846 und 1863 ausgegraben wurde. Es handelt sich um ein Wohnhaus mit einer Bäckerei. Der Ofen im hinteren Teil des Hauses gab ihm seinen modernen Namen.
Bei der Casa del Forno handelt es sich um eine der zahlreichen Bäckereien in Pompeji. Im vorderen Teil des Hauses gab es eine Treppe zu einem oberen Stockwerk, dahinter befinden sich zwei Räume. Ein Korridor führt zum hinteren Teil des Hauses, in dem sich die Reste des Ofens befinden. Hier befindet sich auch ein Lararium, dessen Malereien heute verblasst, aber noch zu erkennen sind. Im oberen Teil der Malereien sieht man auf hellem Grund Vesta sitzen. Hinter ihr befindet sich ein Esel, rechts von ihr ein Altar. Auf beiden Seiten wird Vesta von Laren flankiert. Die untere Hälfte des Bildes zeigt einen Altar und links und rechts jeweils eine Schlange.